# Antes de las Seis
"Antes de las Seis" (tiếng Anh: "Before Six O'Clock"; tiếng Việt: "Trước 6 giờ") là một bài hát và đĩa đơn của ca sĩ người Colombia Shakira. Bài hát được lấy từ album thứ 7 của cô, Sale el Sol, bởi hãng Epic Records vào ngày 21 tháng 10 năm 2011. Bài hát thuộc thể loại ballad, latin và pop. Đây là bài hát thứ 4 được chuyển thể thành đĩa đơn của album Sale el Sol (sau các bài hát Loca, Sale el Sol và Rabiosa) và trước bài hát Addicted to You.

## Xếp hạng
| Bảng xếp hạng (2011)         | Vị trí cao nhất |
| ---------------------------- | --------------- |
| Mexico (Monitor Latino)      | 14              |
| Spanish Airplay (PROMUSICAE) | 1               |
| US Billboard Hot Latin Songs | 21              |

## Chứng nhận
| Nước              | Chứng nhận | Doanh số |
| ----------------- | ---------- | -------- |
| Mexico (AMPROFON) | Gold       | 30,000   |